# Fáziskontraszt-mikroszkóp

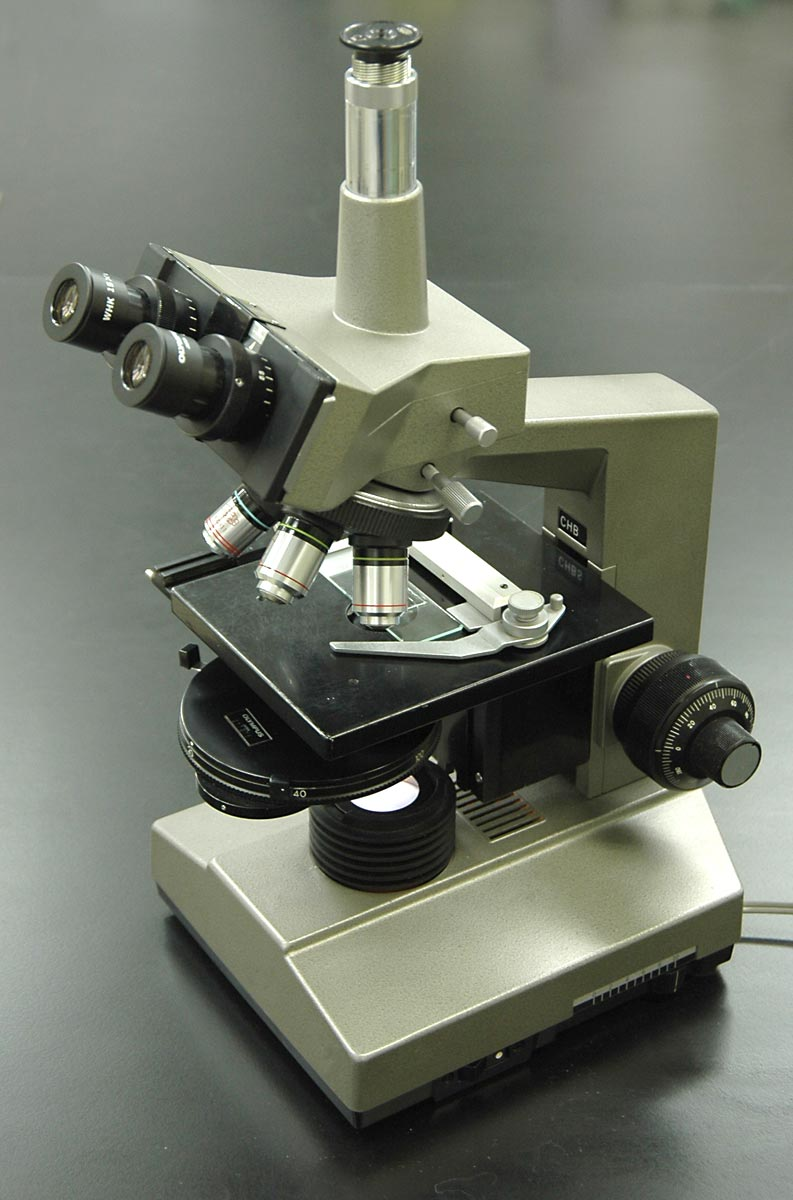
Fáziskontraszt-mikroszkóp

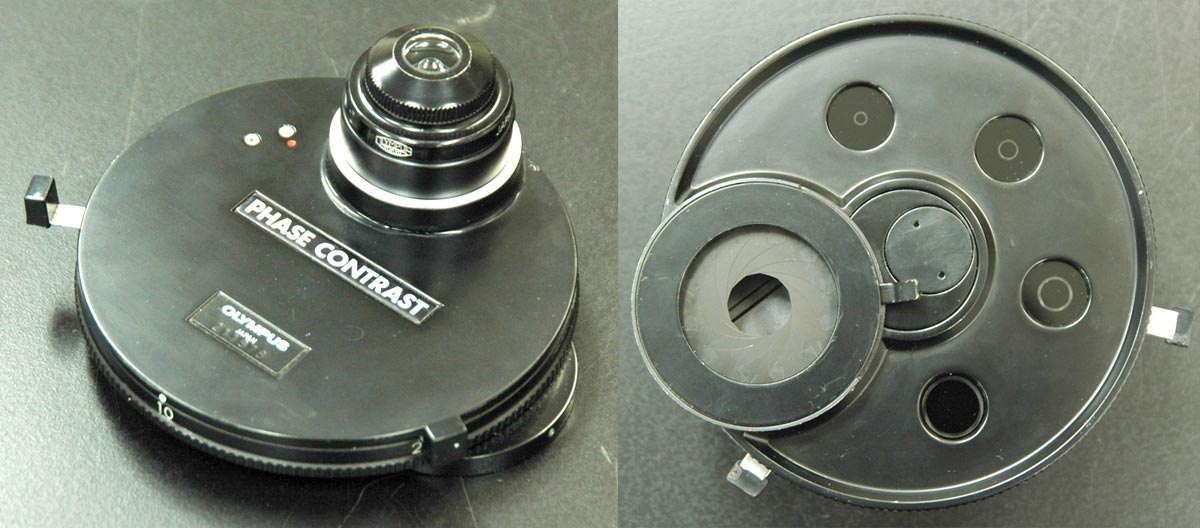
Fáziskontraszt-mikroszkóp kondenzorja

A  fáziskontraszt-mikroszkóp egy olyan fénymikroszkóp, amiben a leképezésben részt vevő fénynyalábok útjában a nyalábok alakját formáló és a közöttük lévő fáziskülönbséget befolyásoló optikai elemek vannak, így a nyalábok közötti interferencia eredményeképpen a mikroszkóp által létrehozott képen jobb lesz a kontraszt. Feltalálója Frits Zernike holland fizikus, aki az eljárás kidolgozásáért 1953-ban Nobel-díjat kapott. Ezt a mikroszkópot különösen olyan minták esetén lehet jól alkalmazni, amelyeknél a minta egyes részletei abszorpcióban alig, de törésmutatóban jól különböznek.

## Történet
Az Abbe-féle elmélet szerint a képalkotásban fontos szerepet játszik a mintán, mint diffrakciós rácson való elhajlás, és a mintán átjutó nyalábok fókuszsíkban bekövetkező interferenciája révén keletkezik a kép. A fizikai optikával foglalkozó Frits Zernike az 1930-as években a spektrumvonalakkal kapcsolatban jött rá, hogy az elsőrendű vonalak mellett jobbra és balra megjelenő szellem vonalakat a spektrométerben használt – a hullámhossz szerinti bontást biztosító – optikai rács hozza létre és ezekben fénynyalábokban a fázis 90°-al el van tolódva a fővonalhoz képest. Később foglalkozott az optikai leképező rendszerek, a mikroszkóp és a teleszkóp képalkotási hibáinak elméleti vizsgálatával is. 1942-ben publikálta ötletét arról, hogy a leképezésben részt vevő nyalábok fázisának egymáshoz képesti eltolásával befolyásolni lehet az interferencia eredményét, más szóval kontrasztosabb képet lehet nyerni.

## Felépítés, működés

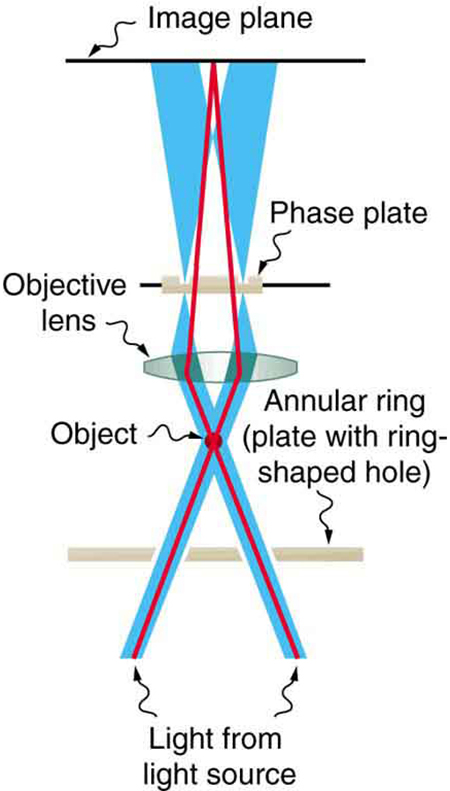
A fáziskontraszt leképezés elve. A kondenzor alulról felfelé világít

A biológiai preparátumok (például: sejtek, szövetek) általában csak gyengén nyelik el a fényt, ezért ahhoz, hogy hagyományos mikroszkóppal látni lehessen őket, először meg kell festeni azokat. A fáziskontraszt-mikroszkóp használatánál festés nélkül, csupán a rajtuk szóródó fény fázisát megváltoztatva tesszük őket láthatóvá-láthatóbbá.
A hagyományos mikroszkóphoz képest a fáziskontraszt-berendezés egy speciális kondenzort és egy úgynevezett fáziskontraszt-objektívet tartalmaz. A kondenzorlencse után egy  vékony gyűrű alakban átlátszó, másutt fényzáró részből álló lemez van, az úgynevezett gyűrű diafragma. Az ezen átjutó, hengerpalást alakú fénynyaláb áthalad az alatta elhelyezett, vizsgálni kívánt preparátumon. Eközben a fény egy része szóródik azon, míg a többi (általában sokkal nagyobb) része (irány)változás nélkül jut át. A preparátumból érkező fény az azt fókuszáló mikroszkópobjektív lencséin, majd egy az objektívbe épített un. fázislemezen keresztül halad tovább. Ez a lemez a gyűrű diafragma áteresztő részének megfelelő helyen sötétített (csak 10-30%-ban áteresztő) és más vastagságú, mint a lemez többi, teljesen áteresztő része. A fázis lemez kettős szerepet játszik. Egyrészt legyengíti a gyűrű diafragmából érkező fény intenzitását a szórt fény intenzitásával közel azonos értékűre. Másrészt, az eltérő vastagságú, átlátszó részén áthaladó, preparátumon szóródott fény fázisát megváltoztatja. Ha megfelelő mértékben vastagabb a lemez átlátszó része, akkor az azon áthaladó fény fázisa a sötétített részen átjutó fényhez képest késik, {\displaystyle -\pi /2} értékkel (fokban számolva: -90°) változik. A mikroszkópobjektív egy helyre képezi ezeket az egymástól eltérő fázisú fénynyalábokat, melyek a képsíkban találkoznak és interferálnak egymással. 
A környezetüknél kisebb törésmutatójú pontokból érkező fénysugarak fázisban előrébb vannak, amit a fázislemez kompenzál, így azok a szórt fénnyel nagyjából azonos fázisban érkeznek a képsíkba, interferenciájuk erősítést eredményez: a kisebb törésmutatójú pontok képe világosabb lesz. A nagyobb törésmutatójú pontokból érkező nyalábok viszont (az előbbiek alapján) a szórt fénysugarakkal interferálva gyengítést hoznak létre, ezért ezek a pontok sötétebbek lesznek. Mivel a biológiai minták törésmutatója kismértékben nagyobb az általában környezetként szereplő szereplő víz törésmutatójánál azok világos háttér előtt sötéten jelennek meg a fáziskontraszt-mikroszkóp látóterében, vagy a hozzá kapcsolt kamera képén.

## Alkalmazása

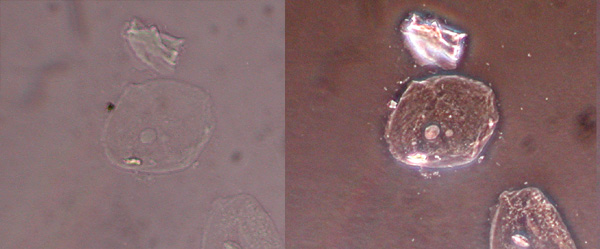
Ugyanazon sejt hagyományos és fáziskontraszt-mikroszkóppal készült képe

Az átlátszó biológiai minták esetén a minta egyes részleteinek fényelnyelési képessége alig különbözik, éppen ezért van szükség a hagyományos fénymikroszkóp alkalmazása során a mintát megfestő különböző eljárásokra, csak így érhető el a megfelelő minőségű kontraszt. A fáziskontraszt-eljárás úgy növeli meg a kontrasztot, hogy nincs szükség mesterséges színezésre, a minta még inkább közelít a természetes állapothoz. A fáziskontraszt-mikroszkópot előszeretettel alkalmazzák a biológiában, például szövetek, sejtek, valamint nagyon vékony (0,1-1 μm) festetlen metszetek vizsgálatára. 